# Sofie Hendrickx
Sofie Hendrickx (Lier, 18 maggio 1986) è un'ex cestista belga.

## Carriera
Con il Belgio ha disputato i Campionati europei del 2017.